# 新幹線E6系電車
新幹線E6系電車（しんかんせんE6けいでんしゃ）は、東日本旅客鉄道（JR東日本）の新在直通運転用（ミニ新幹線用）新幹線電車。2013年3月16日より営業運転を開始した。

## 概要
E3系0番台に替わる新たな秋田新幹線の車両として、東北新幹線区間で最高速度320km/h運転を行うために開発された。量産先行車は2010年2月2日に製造開始の発表があり、2010年6月から、仙台港に陸上げされた。同年7月9日には、新幹線総合車両センターで報道公開された。営業運転開始まではS12編成を名乗っていた。
2012年11月より量産車が順次納入され、2013年3月16日ダイヤ改正から「スーパーこまち」の列車名で営業運転に投入された。量産車はZ編成を名乗り、基本的には量産先行車と同じだが、普通車とグリーン車の定員が1名ずつ減少し、合計336名となっている。
2014年にE3系の置き換えが完了したことから「スーパーこまち」を廃止し、「こまち」に改称した。E5系、H5系との併結運用により17両編成の「はやぶさ」「やまびこ」「なすの」にも投入されている。
形式の百の位に「6」を使用した史上初の新幹線車両である。

## 開発の経緯
JR東日本は、2000年に策定した中期経営構想「ニューフロンティア21」において示した「世界一の鉄道システムの構築」において、新幹線を最高速度360km/hで営業運転することを目標とした。その目標を実現するために2002年に「新幹線高速化推進プロジェクト」を社内に発足させ、新幹線高速試験電車「FASTECH 360」（E954形・E955形電車）を開発し、2005年から地上設備も含めた各種試験を行った。その結果、環境対策やコスト対効果を考慮すると最高速度320km/hが妥当と判断され、本線系統のE5系、H5系に対して、新在直通用車両として本形式が開発された。

## 構造
車両デザインは工業デザイナーの奥山清行が手掛けている。2014年5月26日にローレル賞、2014年10月1日にグッドデザイン賞をそれぞれ受賞した。
新幹線区間では、E5系、H5系との併結を考慮して最高速度:320km/h・起動加速度1.71km/h/sであるが、在来線区間では130km/h・2.0km/h/sである。7両編成とし、電動車 (M) と付随車 (T) の構成（MT比）は5:2である。車体傾斜装置を採用することによって、新幹線区間における半径4,000mのカーブでも320km/hで走行できる。

### 車体
車体の色は、上部を「茜色」■、下部を「飛雲ホワイト」■とし、その境目や車体側面に「アローシルバー」■の帯としている。
先頭形状は、E955形電車 (FASTECH 360 Z) でテストされた「アローライン」を基にしている。ノーズの長さは約13mになっており、E955形11号車と同じ長さで、E3系の約6mより延長されている。先頭車両のノーズの長さによって編成定員が1両分減少するため、7両編成に増やされた。なお、本系列の導入直前には、以上のことを理由に在来線区間の各駅や信号場、および秋田車両センターの地上設備が改良されている。
床下機器は台枠横はりから吊り下げ、騒音対策として点検ふたを兼ねたふさぎ板と台車カバーで車体下半分を覆う構造で、ふさぎ板と台車カバーには吸音材が取り付けられる。連結部には全周幌と車体間ダンパーが装備されており、騒音低減と車体間の揺れの低減がなされている。全周幌は屋根部分と側面部分に分割された片持ち支持方式で車両の2位側に固定され、隣の車両の1位側にリンク機構で押し付ける構造となっているが、Z7編成からは車両端に取り付けられたお互いのゴム製全周幌をつき合わせる構造に変更されている。
低重心化を図るため、空調装置は床下に設置されており、その結果、屋根高さはE5系、H5系と同じ3650mmになり、E3系と比べて430mm低くなっている。

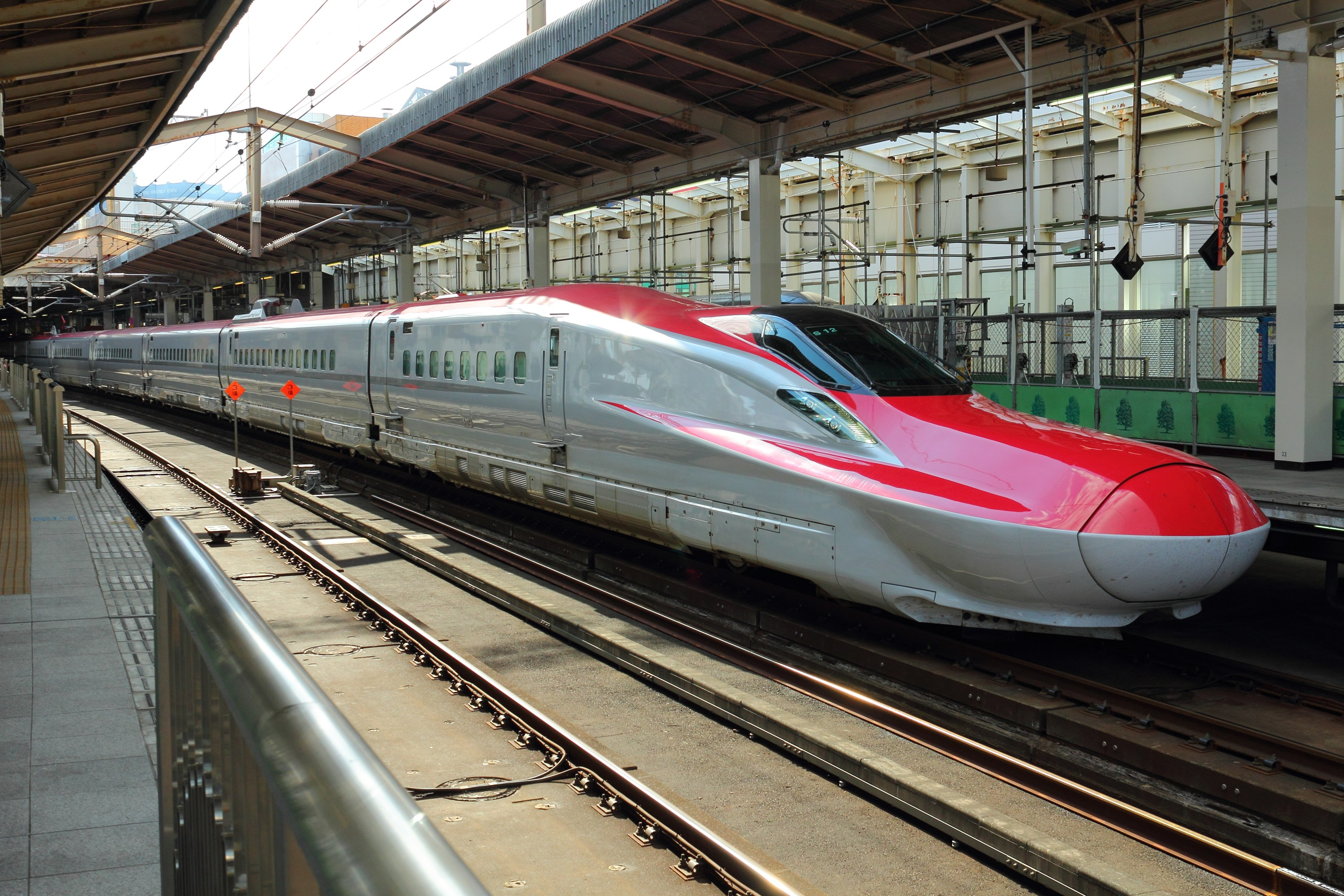
先頭形状 （2011年11月9日 仙台駅）
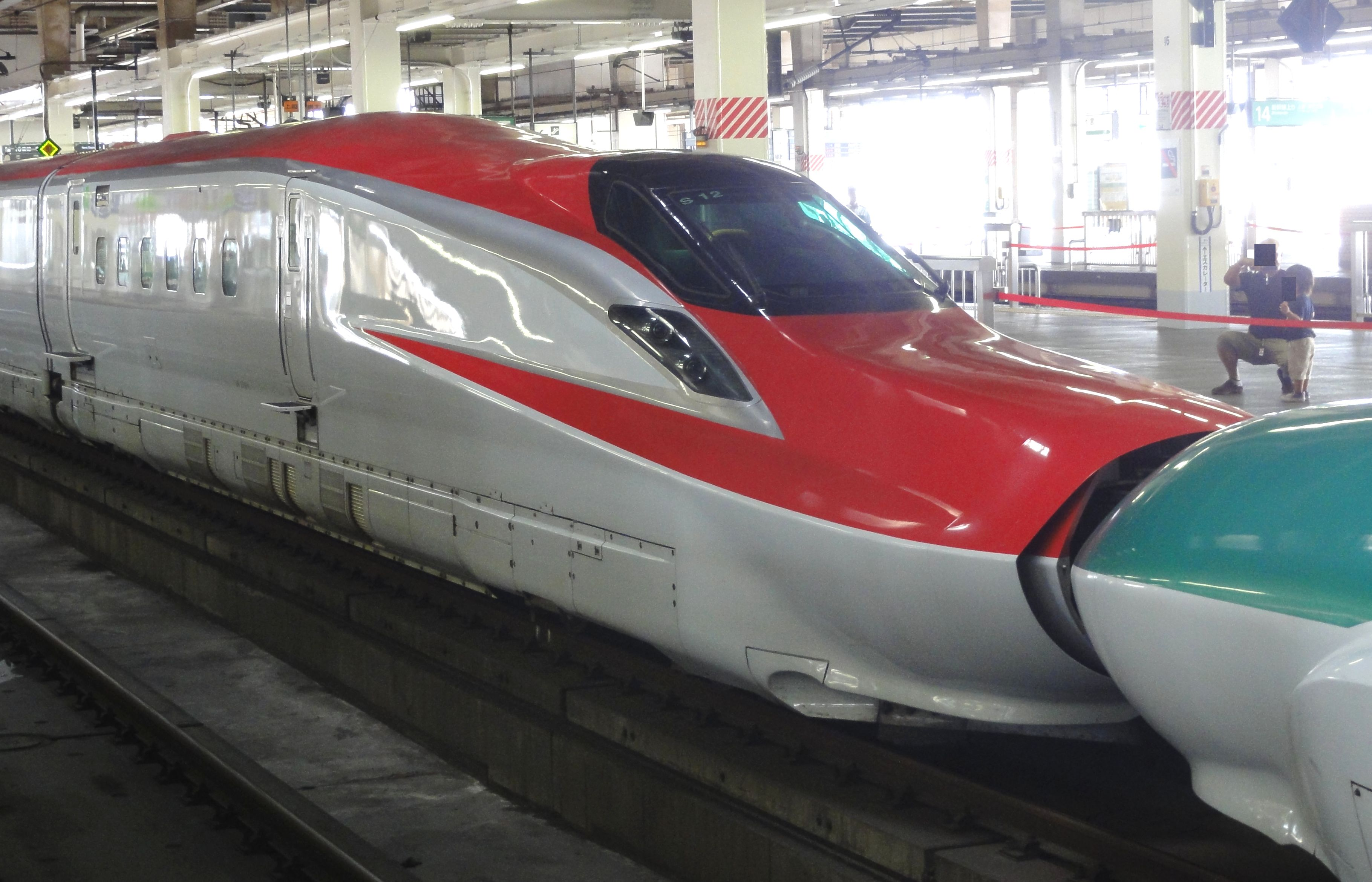
E5系との連結状態 （2012年9月18日 大宮駅）
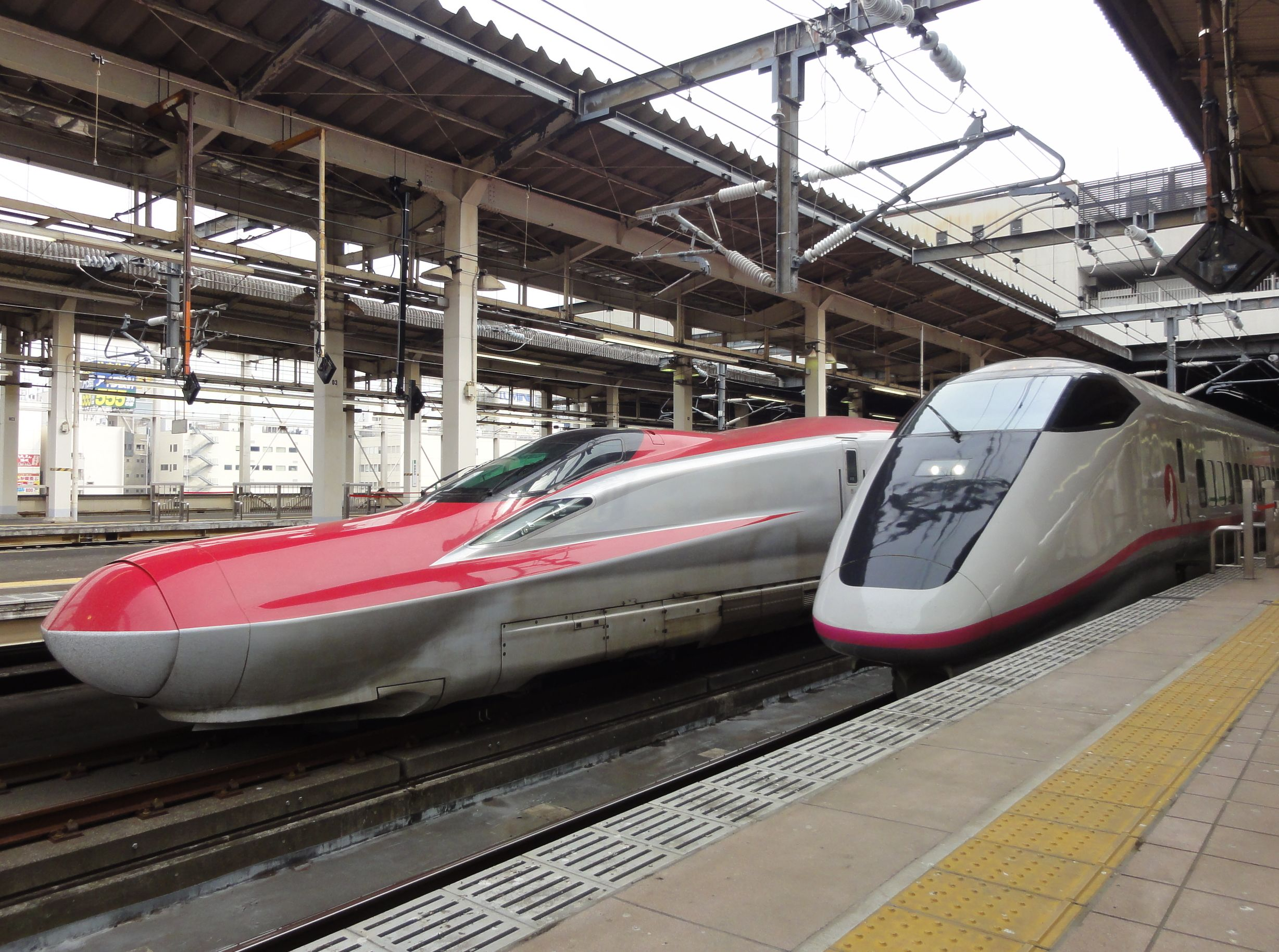
E3系量産先行車（R1編成）との並び （2013年3月20日 大宮駅）
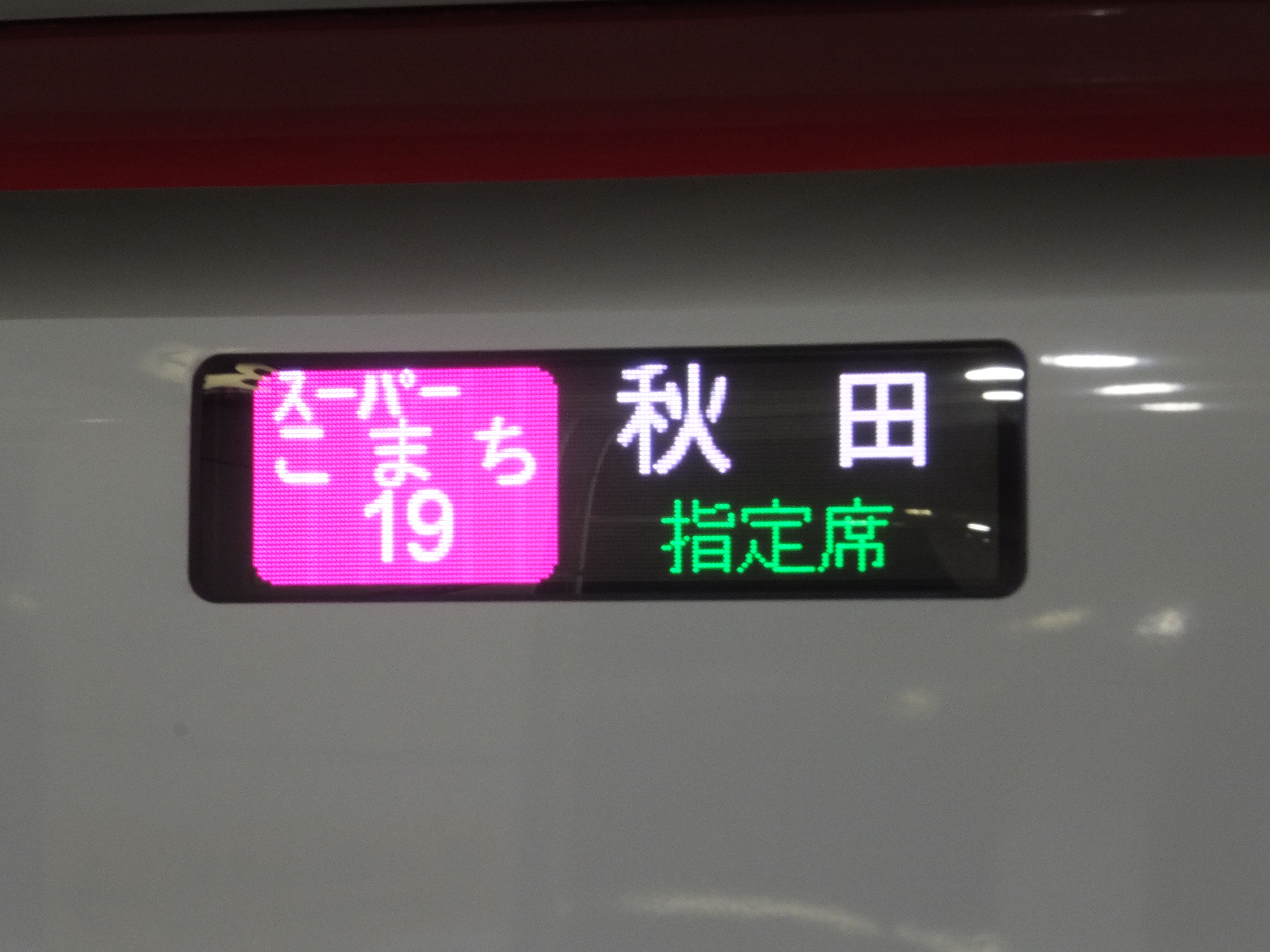
フルカラーLED式行先表示器

### 主要機器

#### 電源・制御機器
架線からの単相交流25kV（新幹線）または20kV（在来線）を主変圧器で降圧した上で、主変換装置で直流に整流、その後三相交流に変換して主電動機を制御するVVVFインバータ制御方式である。
編成全体は11号車から14号車の4両 (M1sc+Tk+M1+M1) と15号車から17号車の3両 (M1+T+M1c) の2ユニットで構成されており、電動車にはE5系、H5系用と共通化設計された主変換装置を、付随車に主変圧器と集電装置を搭載する。主変換装置は日立製作所・三菱電機・東芝の3社で製造している。床下の機器は、山側に点検頻度が多い主要な機器を集中配置させて、それらの点検カバーを設けることにより、メンテナンスを容易にするとともに、逆に点検頻度が少ない機器については、主変換装置中央の空いたスペースに配置され、機器の小型化を図っている。補助電源装置は11・17号車、電動空気圧縮機は11・13・15・17号車に搭載されており、さらに11号車には補助用の電動空気圧縮機を搭載している。これは本車の空気ばねによる車体傾斜システムなどで使用される圧縮空気の消費が多いことを考慮しているためである。
主電動機は300kWのMT207三相交流誘導電動機を搭載、駆動方式はWN平行カルダン駆動を採用している。
主変圧器は強制風冷式を採用し、3,470kVA (TM213) および4,980kVA (TM214) の容量を備える。騒音および振動抑制の観点から、主変圧器と車体梁の間に防振ゴムを挟み込む構造とし、車体側と主変圧器側の双方にゴムを取り付けたサンドイッチ方式が採用された。

#### 台車
ボルスタレス台車（電動車：DT210, DT210A、付随車：TR7009）を採用する。製造は川崎重工業・日立製作所・住友金属工業（現 日本製鉄）の3社である。量産先行車には、乗り心地の向上のため、枕ばねである空気ばねの定数をギリギリまで下げて柔らかく設定し、車体と台車枠の間をトーションバーで連結して、台車の蛇行動と車体のローリングを抑制する、トーションバー式のアンチローリング装置を装着している。基礎ブレーキはE5系、H5系と同じ空圧キャリパ方式としている。車輪のホイール部両側と車軸に装着されたブレーキディスクはE5系、H5系と同じ中央締結式となっているが、軽量化のために、付随台車1軸あたりのディスクブレーキを通常の2枚から1枚に減らしている。新幹線区間での320km/h運転において、直進安定性能を確保するため、軸距をフル規格新幹線車両と同じ2,500mmまで延長しており、台車枠と車体の間を側面で連結してヨーイングを抑制するアンチヨーダンパーは、2本横に平行して取付けており、その内の1本を減衰力切替式にすることにより台車の首振り角度の許容度を広げられるようにして在来線区間での曲線通過性能を確保している。試験車両のFASTECH 360 Zでは台車中心間距離を14,700mmとしていたが、E6系では元の14,150mmに戻っている。
曲線通過時の乗り心地を向上させ、新幹線区間では半径4,000mのカーブでも320km/hで走行できるように、空気ばねによる車体傾斜システムにより、E5系、H5系同様に車体を最大1.5度傾斜させることができる。なお車体傾斜システムは在来線区間（盛岡駅 - 秋田駅間）では使用しない。
全車両にE5系、H5系と同じく、電気式のローラーネジ式アクチュエータを使用して、電気指令によりローラーネジを駆動させて左右の振動に対して反力を与える電気式のフルアクティブサスペンションを搭載しているが、これと平行に減衰力切替式のセミアクティブサスペンションも搭載しており、フルアクティブサスペンションがシステムエラーなどの故障時には、バックアップとして使用する。

#### 集電装置

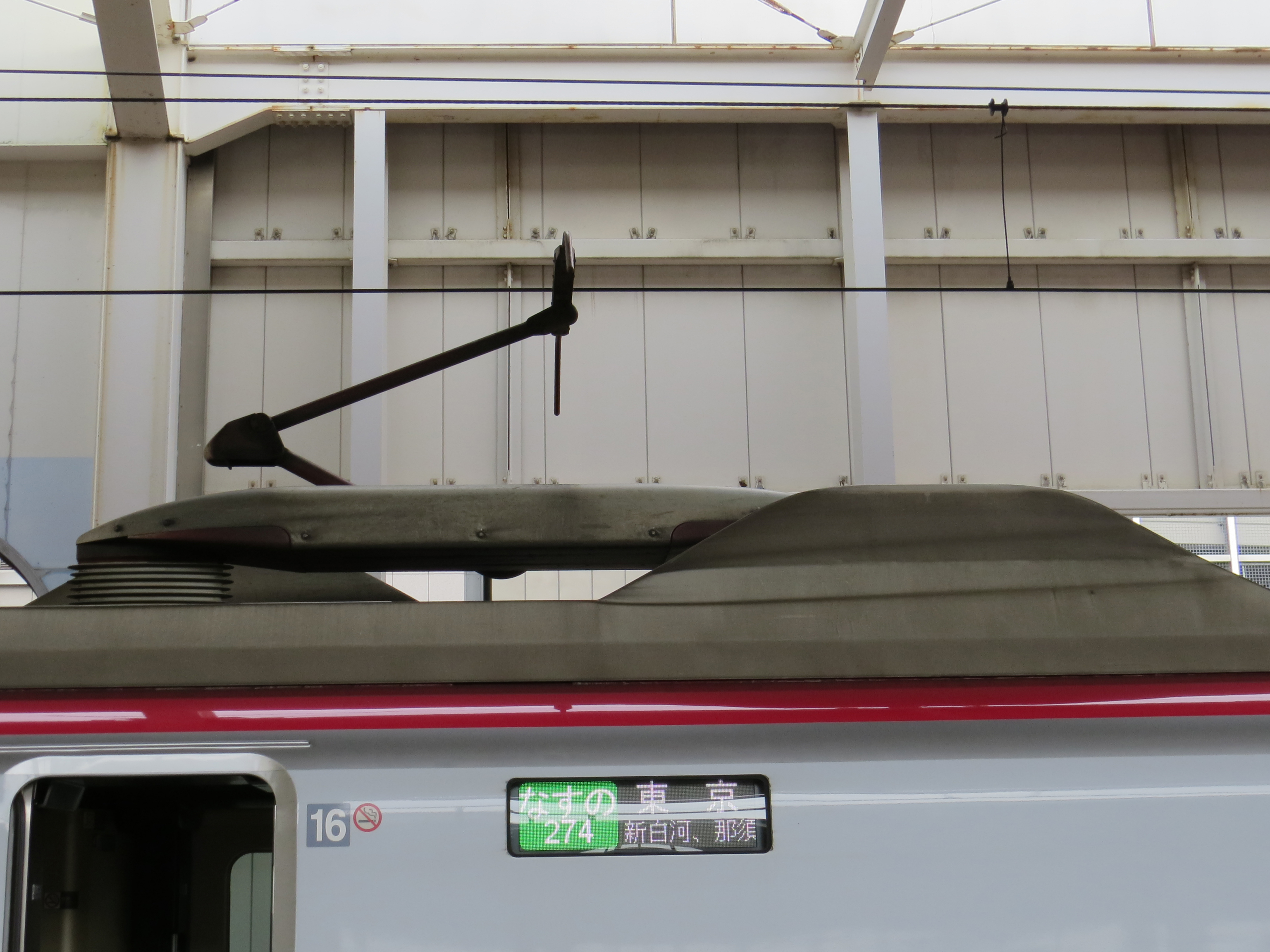
パンタグラフと遮音板

パンタグラフは編成中2基設置されているが、高速走行時の騒音低減及び在来線区間でのセクション対策として実際に使用するのは1基のみとなる。そこで高速走行時の離線対策を施した多分割すり板付き低騒音パンタグラフ「PS209」を装備する。パンタグラフ側面には騒音防止のための遮音板が装着されるが、E955形で使用した可動式ではなく固定式である。これはE5系、H5系と同サイズの遮音板では在来線区間の車両限界に支障するが、可動式とした場合、故障して可動できなくなった際の支障があまりにも大きいため、信頼性の観点から固定式とし、遮音板を在来線の車両限界内に収めるためE5系、H5系よりもサイズが小さくなっている。
騒音低減のため、特高圧引通線はE2系0番台と同じく車内天井部に配置した。

### 車内
「ゆとり」「やさしさ」「あなたの」をキーワードに、「丁寧な拵えと誂え」をコンセプトにデザインされた。普通車のシートピッチは980mmに統一された。普通車の座席には秋田の稲穂の色、グリーン車のカーペットには田沢湖の青色が採用された。
車内設備として、コンセント（グリーン車は全席に、普通車は窓際席と車端席に）と読書灯が設置される。また、防犯対策として、車両デッキには防犯カメラも設置される。
バリアフリーの一環として、ハンドル式電動車椅子対応の多目的トイレが設置される。
また、外国人利用客の増加に伴い、2018年2月頃から8月頃までにかけて順次、普通車の奇数号車の東京寄りとグリーン車のデッキスペースに荷物置場が設置された。

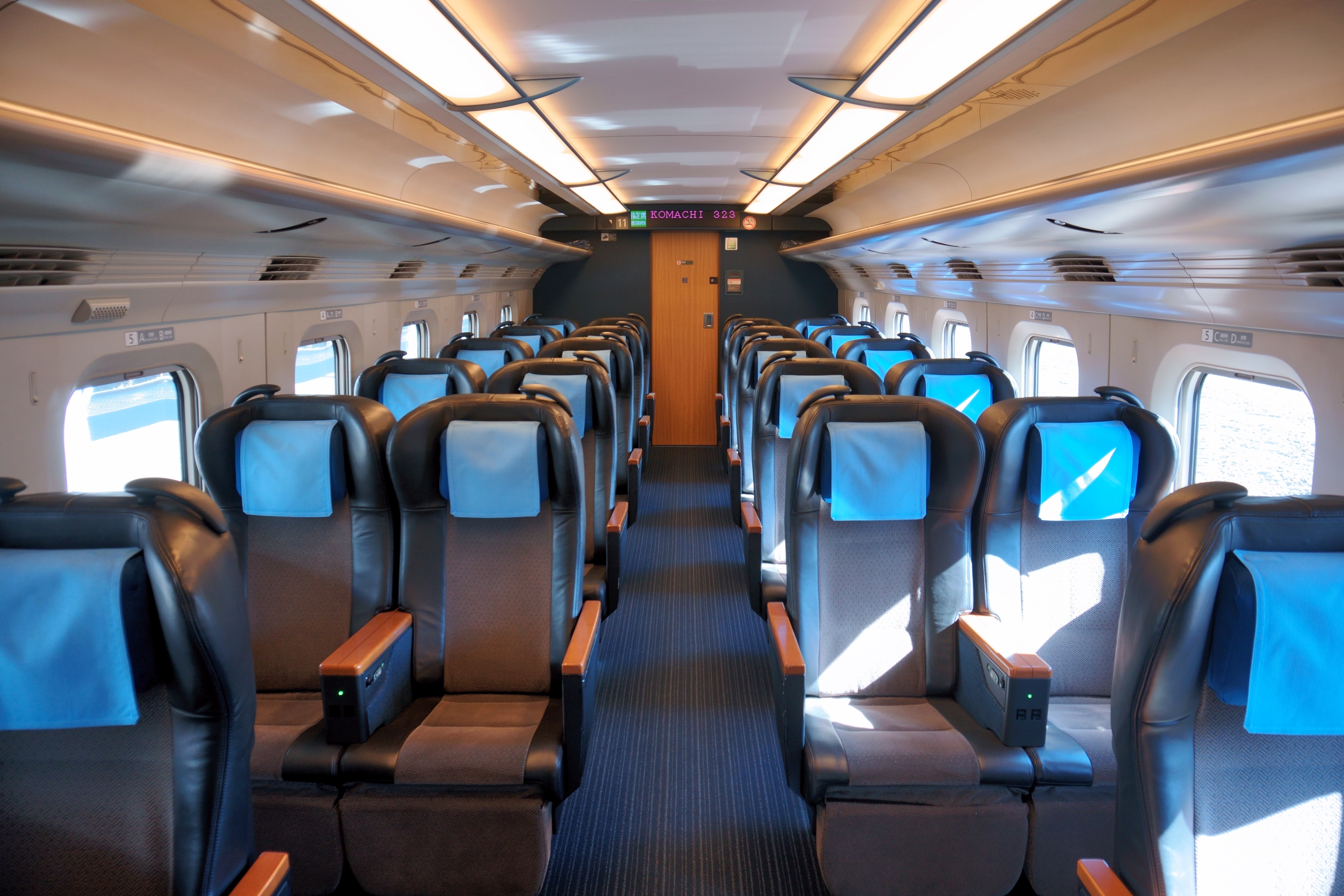
グリーン車
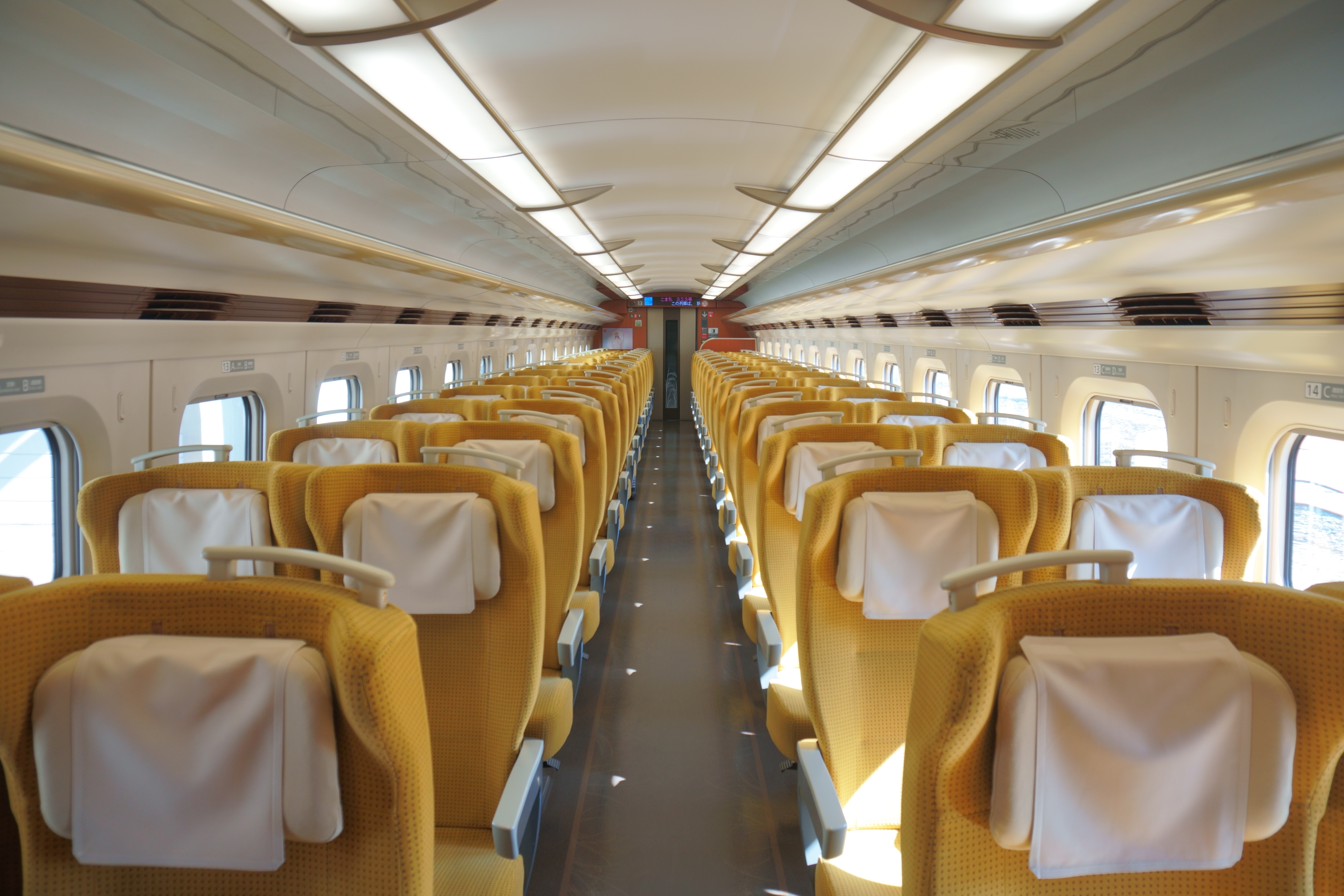
普通車（13号車）
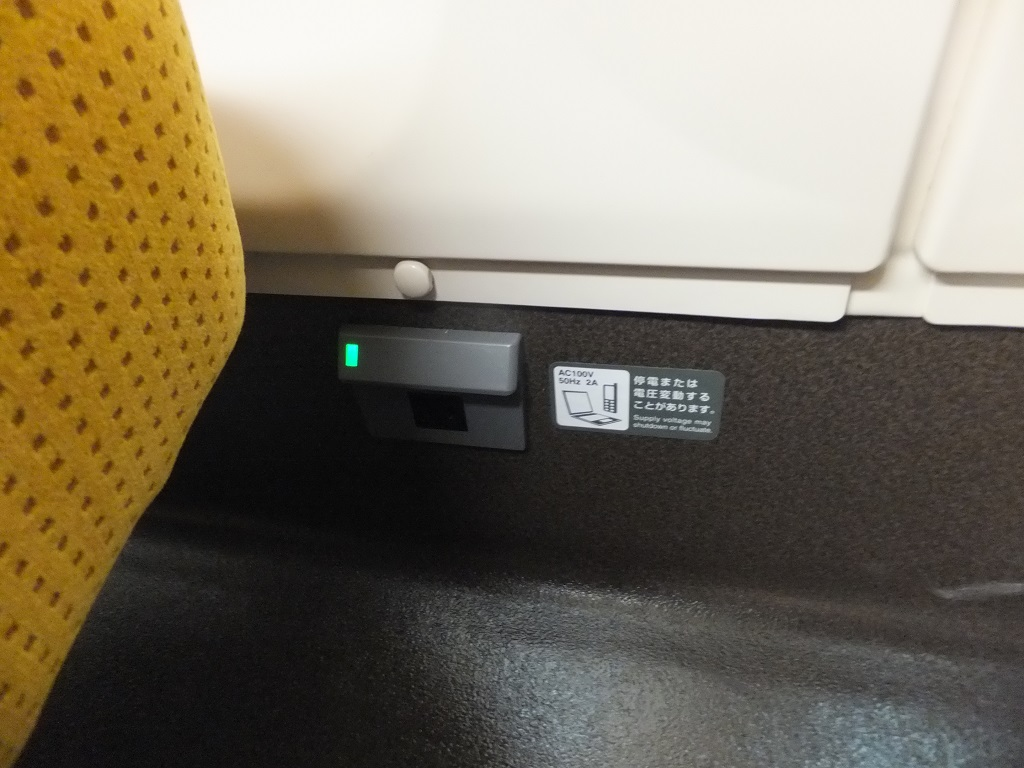
普通席のコンセント
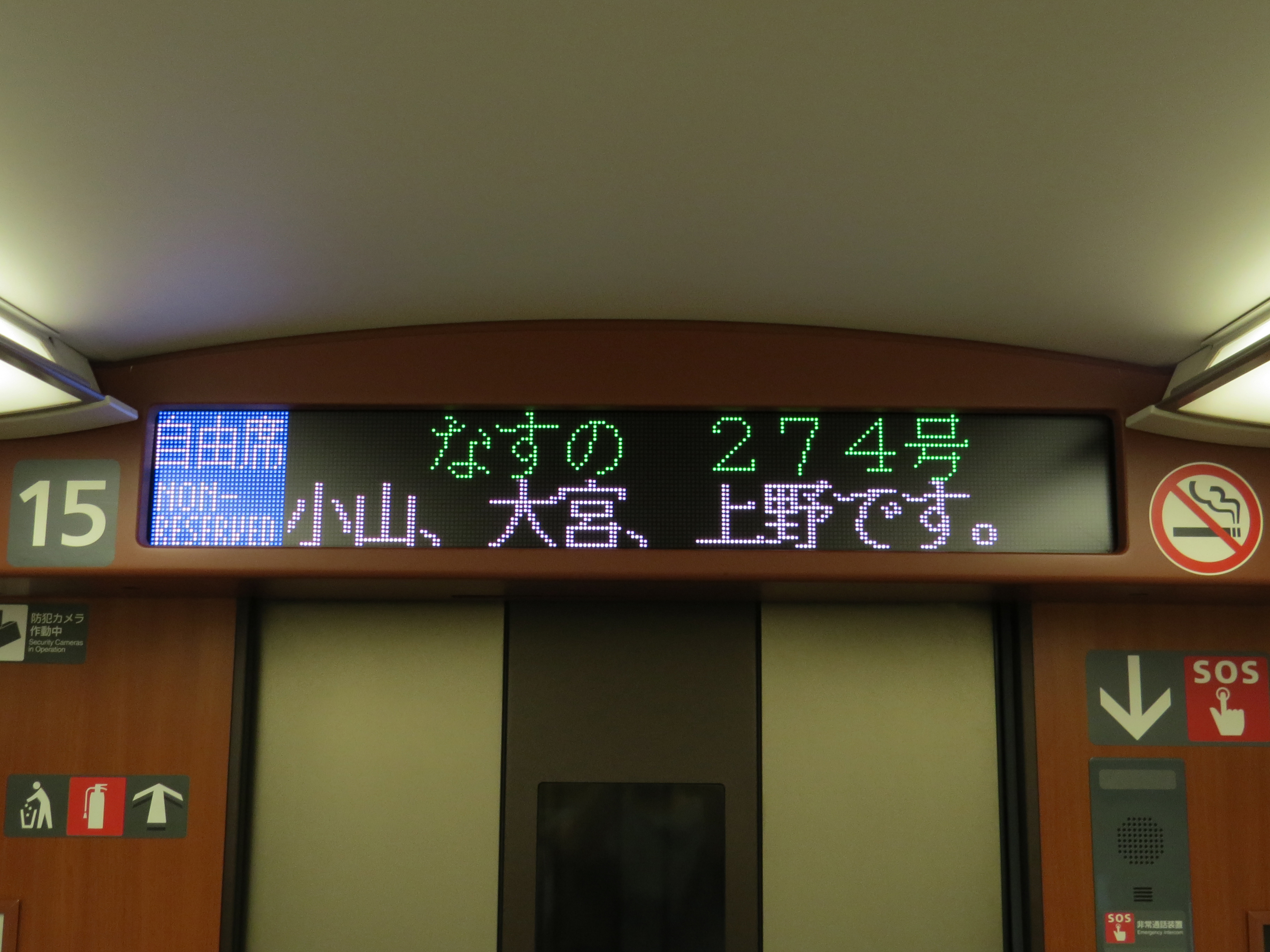
フルカラーLED式電光掲示板
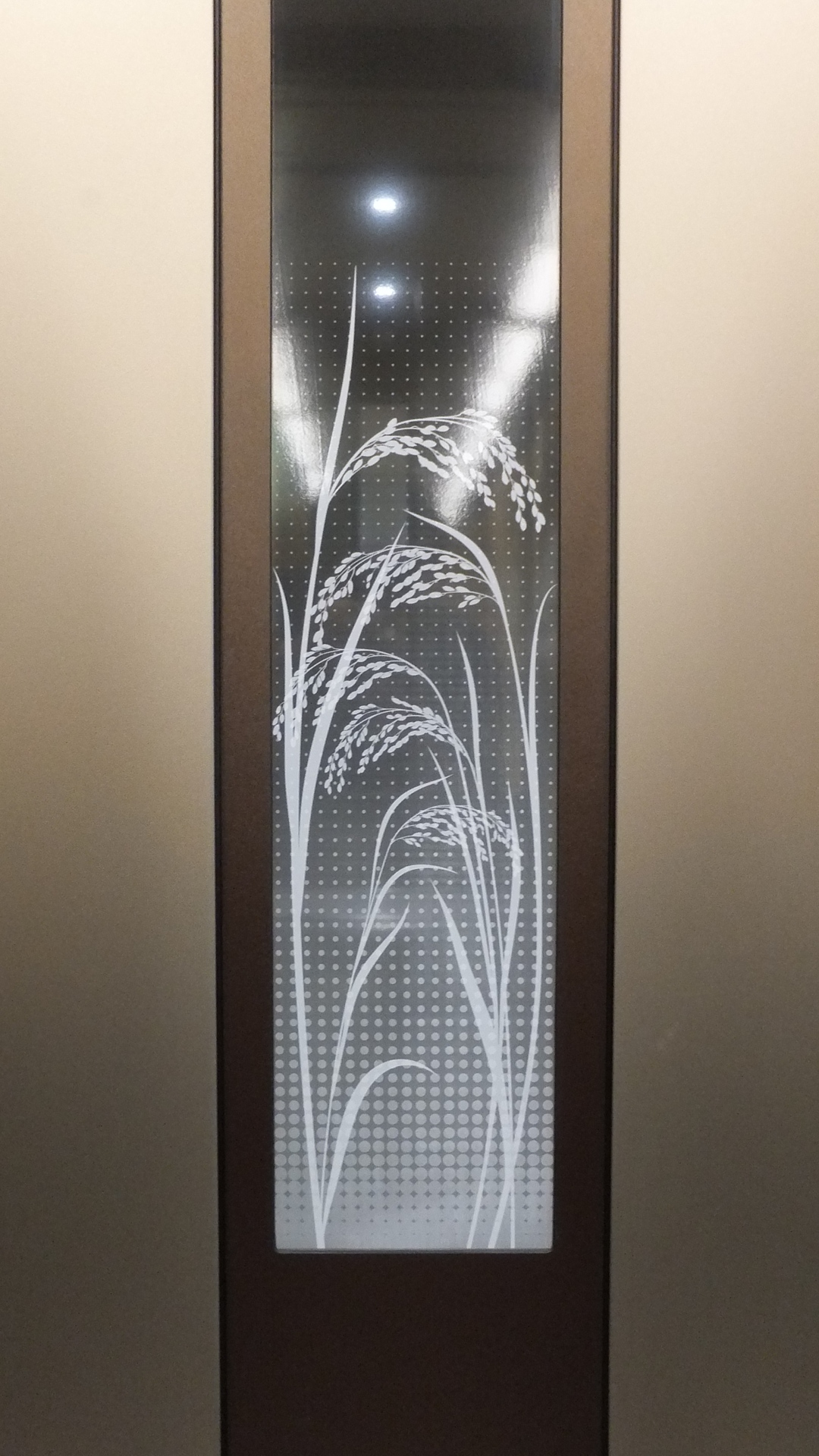
デッキのドア
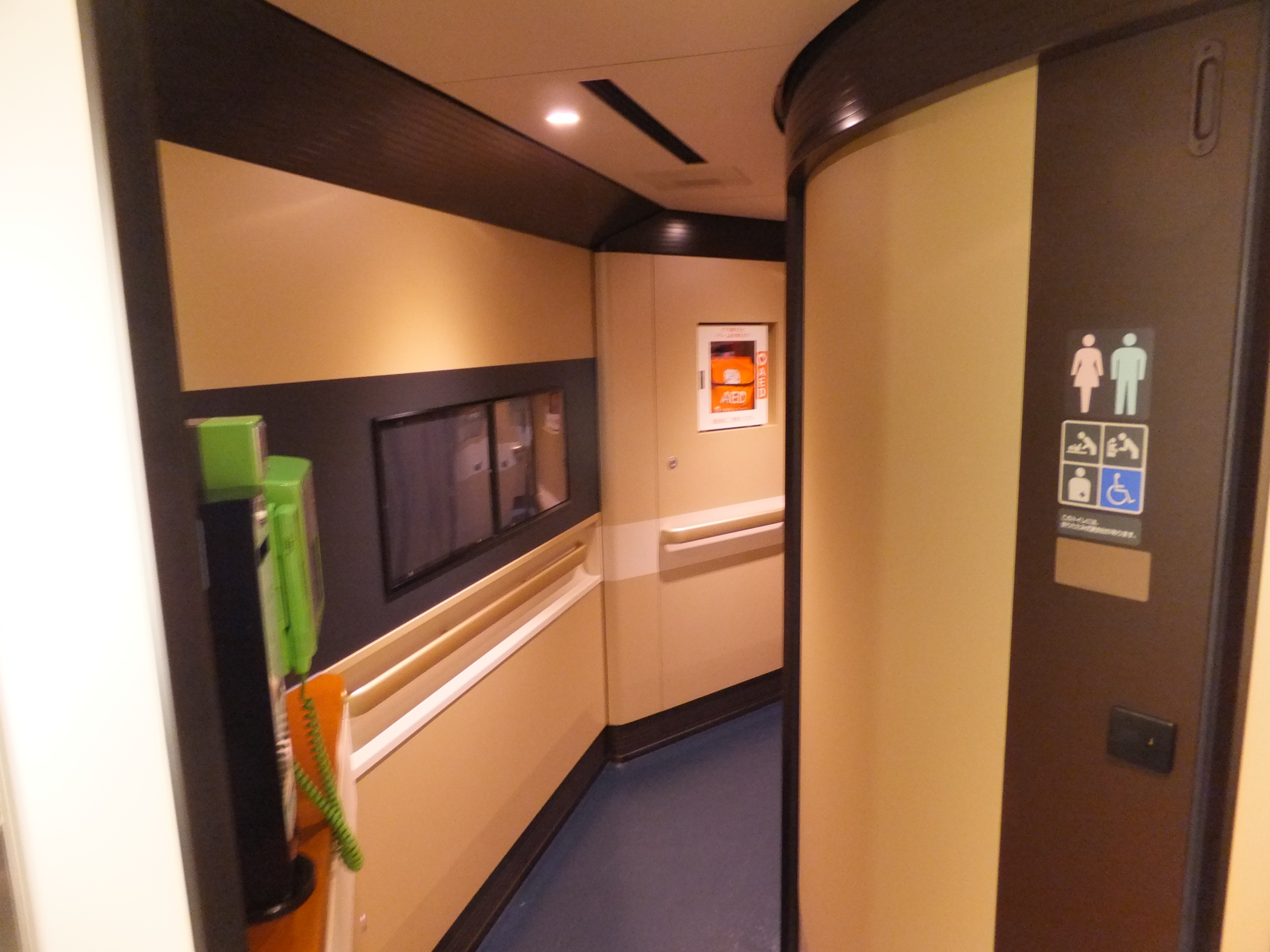
車いす対応大型トイレ （12号車のデッキ）
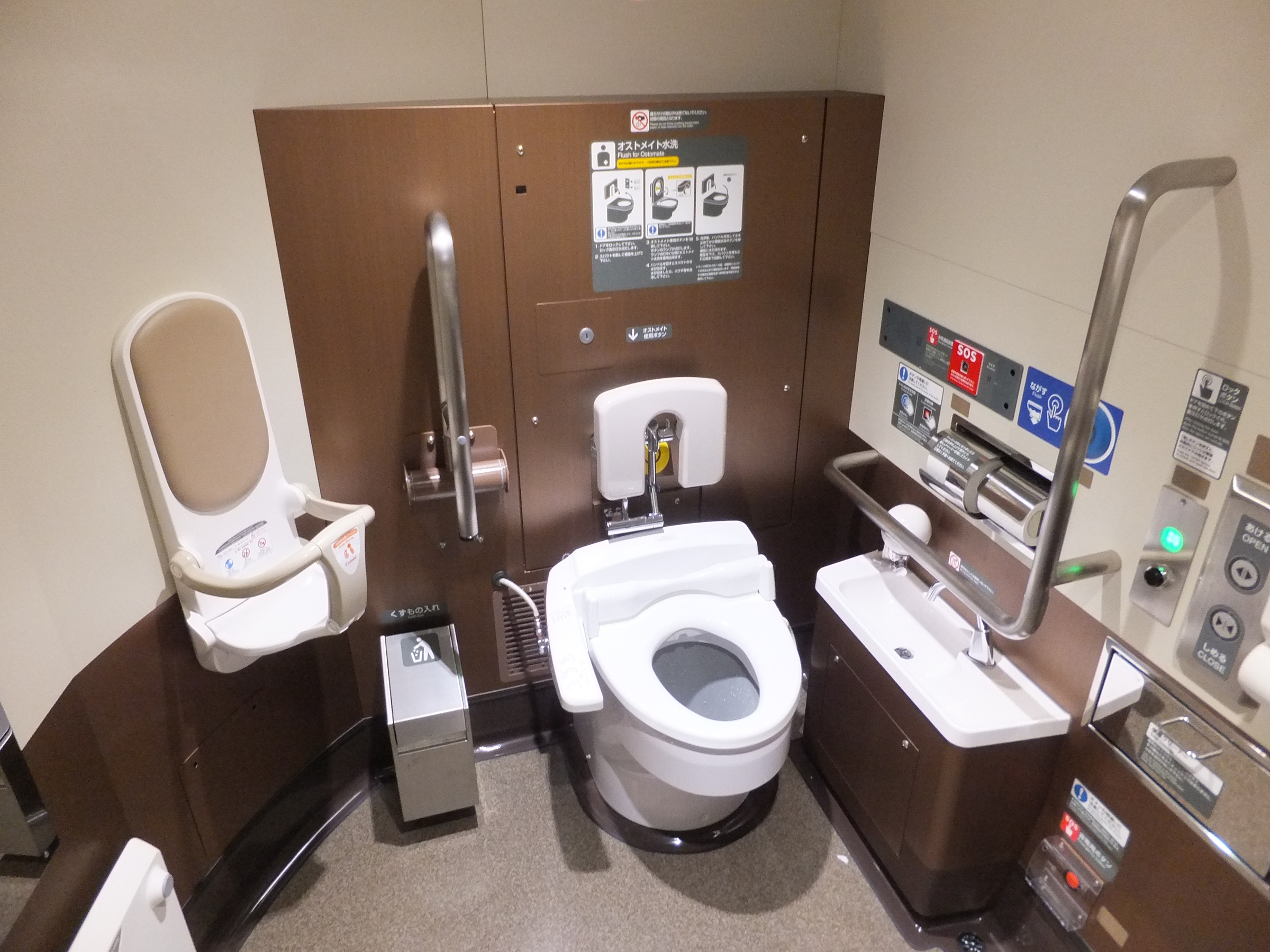
車いす対応大型トイレ
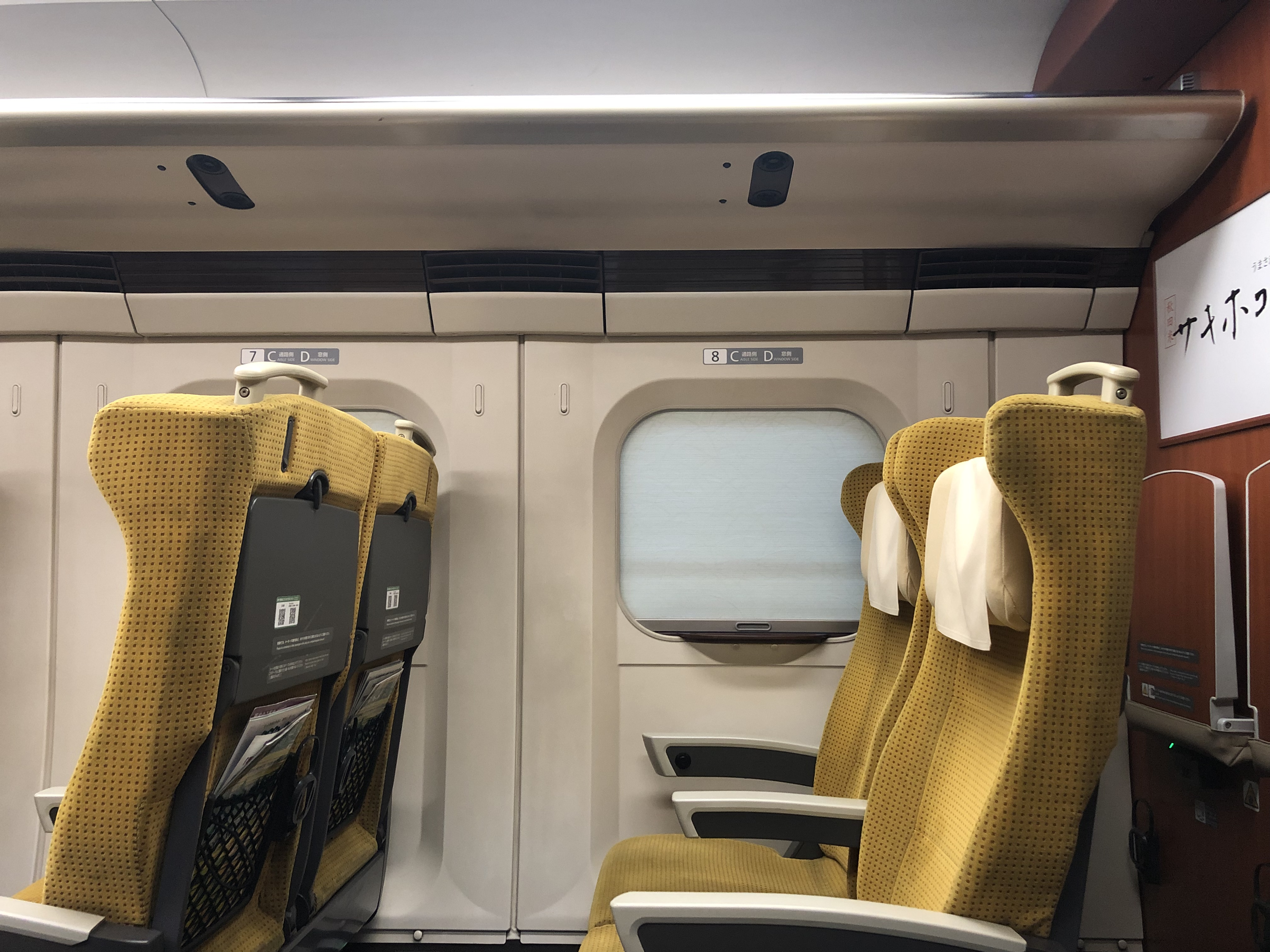
天井に読書灯がある普通席

## 形式
本系列に属する各形式名とその車種は以下のとおり。
なお、川崎重工業車両カンパニー（現 川崎車両）担当の一部編成は秋田総合車両センター南秋田センターへ甲種輸送の形で納入されている。詳細は編成表を参照されたい。
E611形 (M1sc)
11号車に組成される電動車（東京・秋田方制御車）で、主変換装置・補助電源装置・電動空気圧縮機（補助用含む）を搭載する。先頭部分にE5系・H5系との併結用の分割・併合装置を備える。客室はグリーン車で、車椅子対応座席が設置されている。
E621形 (M1c)
17号車に組成される電動車（大曲方制御車）で、主変換装置・補助電源装置・電動空気圧縮機を搭載する。客室は普通車である。
JR東日本の新幹線では本来下り方先頭車の形式の一位には偶数（2または4）が用いられているが、本系列はM1車であるため、一位が奇数 (1) の形式番号が与えられている。
E625形
0番台 (M1)
13号車に組成される電動車（中間車）で、主変換装置・電動空気圧縮機を搭載する。客室は普通車で、便所・洗面所が設置されている。
100番台 (M1)
14号車に組成される電動車（中間車）で、主変換装置・蓄電池を搭載する。客室は普通車で、便所・洗面所が設置されている。
E627形 (M1)
15号車に組成される電動車（中間車）で、主変換装置・電動空気圧縮機・蓄電池を搭載する。客室は普通車である。
E628形 (Tk)
12号車に組成される付随車（中間車）で、主変圧器・集電装置を搭載する。客室は普通車で、便所・洗面所・車掌室・車椅子対応設備・多目的室・車販準備室が設置されている。
E629形 (T)
16号車に組成される付随車（中間車）で、主変圧器・集電装置を搭載する。客室は普通車で、便所・洗面所・公衆電話が設置されている。

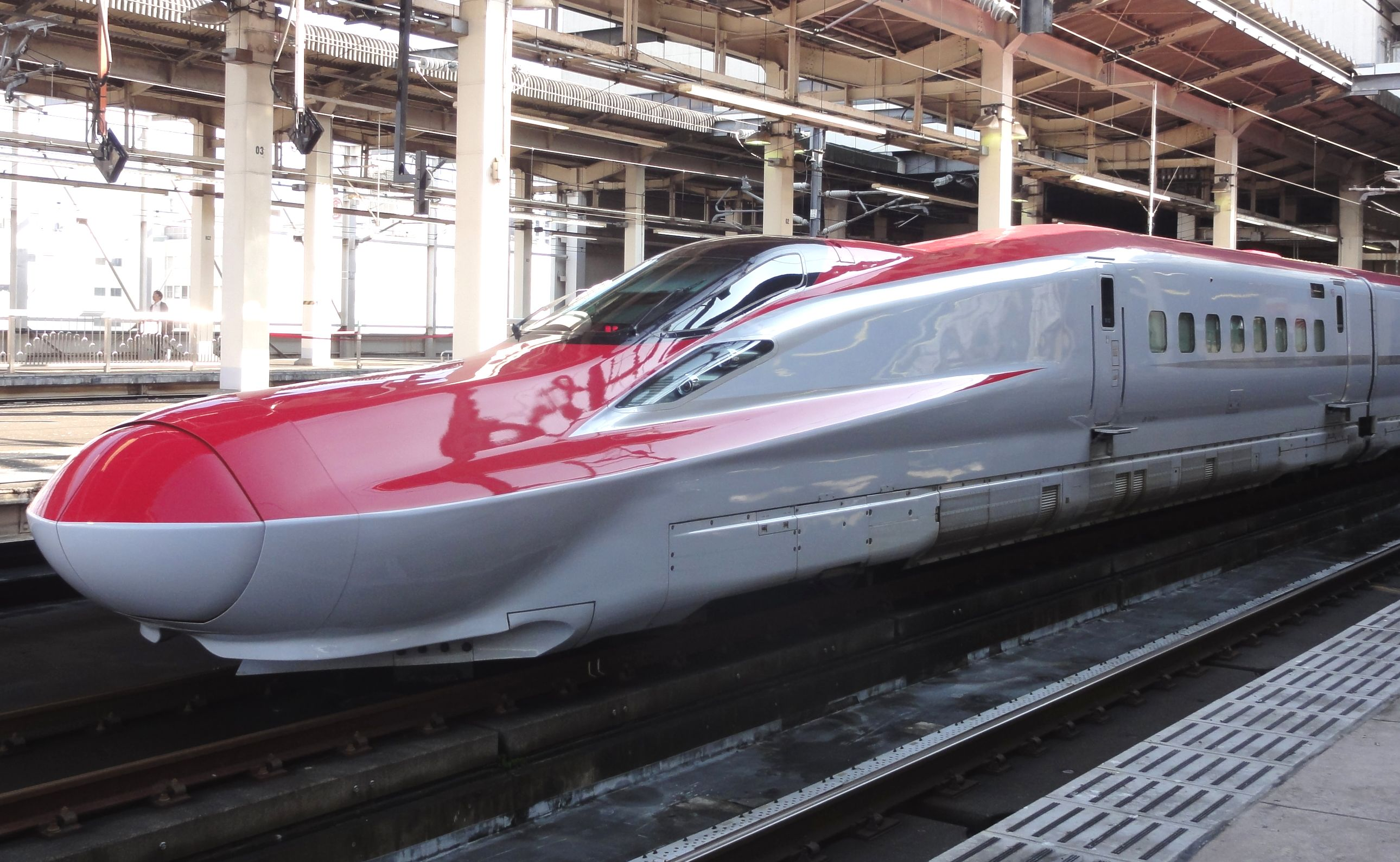
E621-1 （17号車）
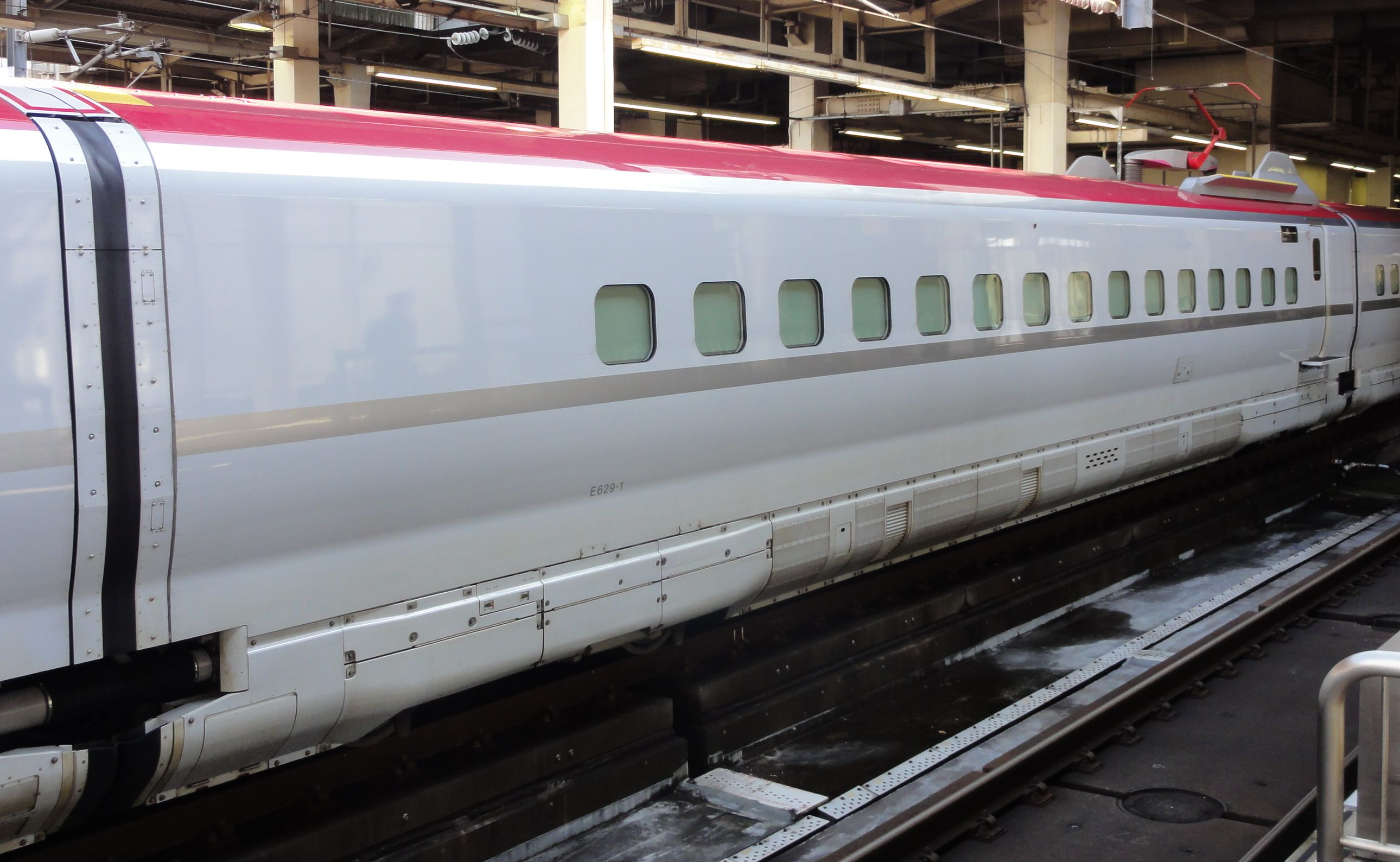
E629-1 （16号車）
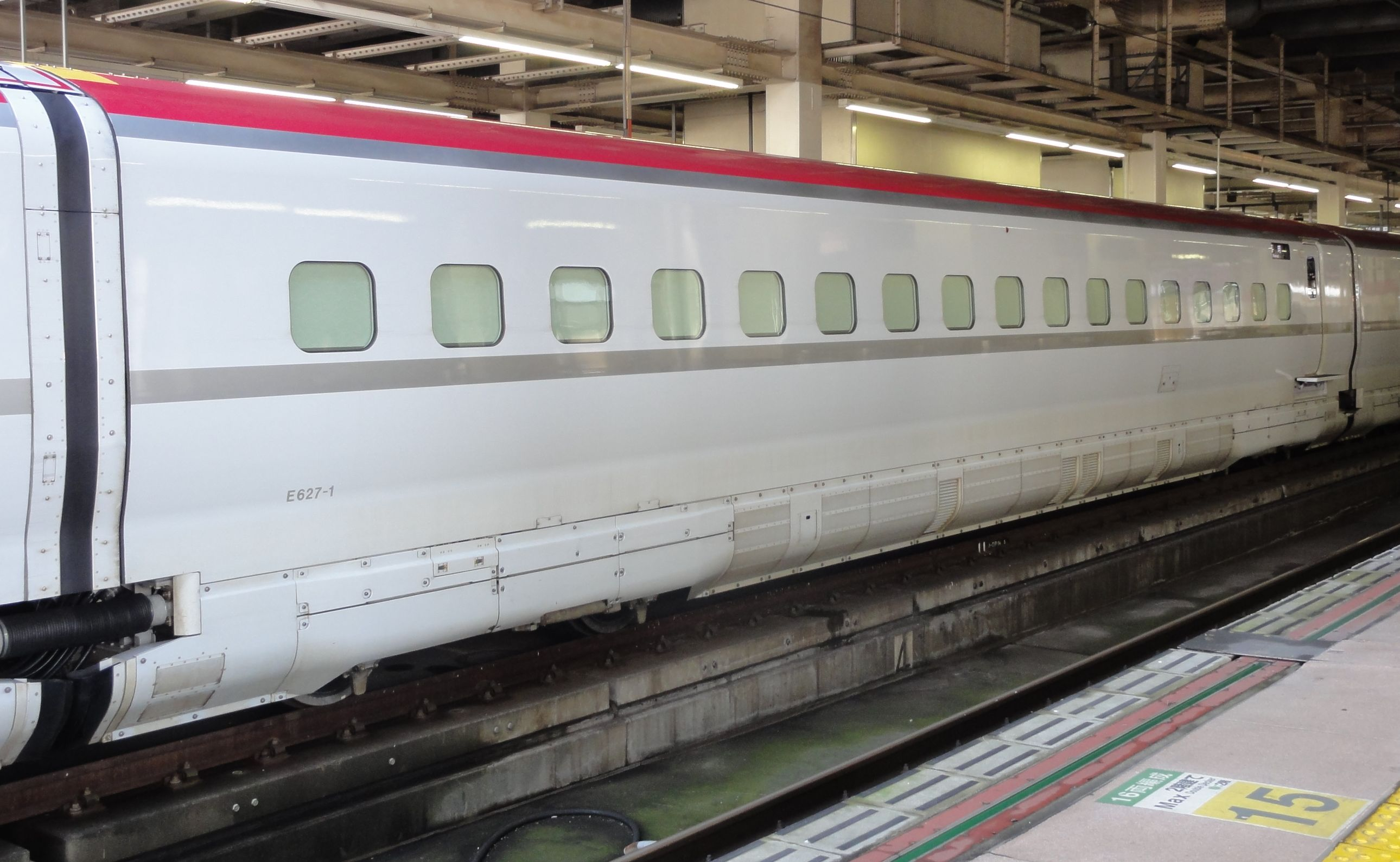
E627-1 （15号車）
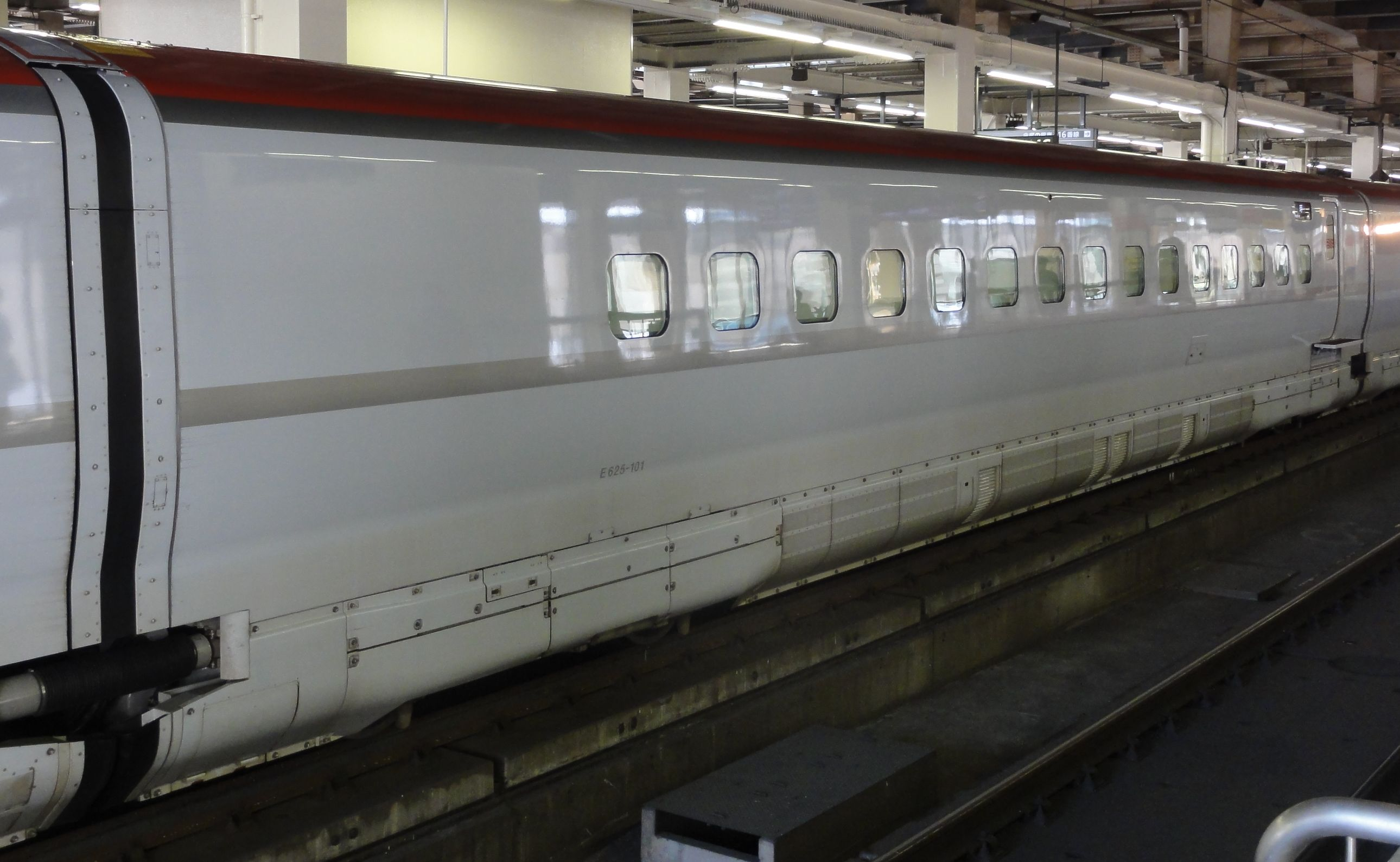
E625-101 （14号車）
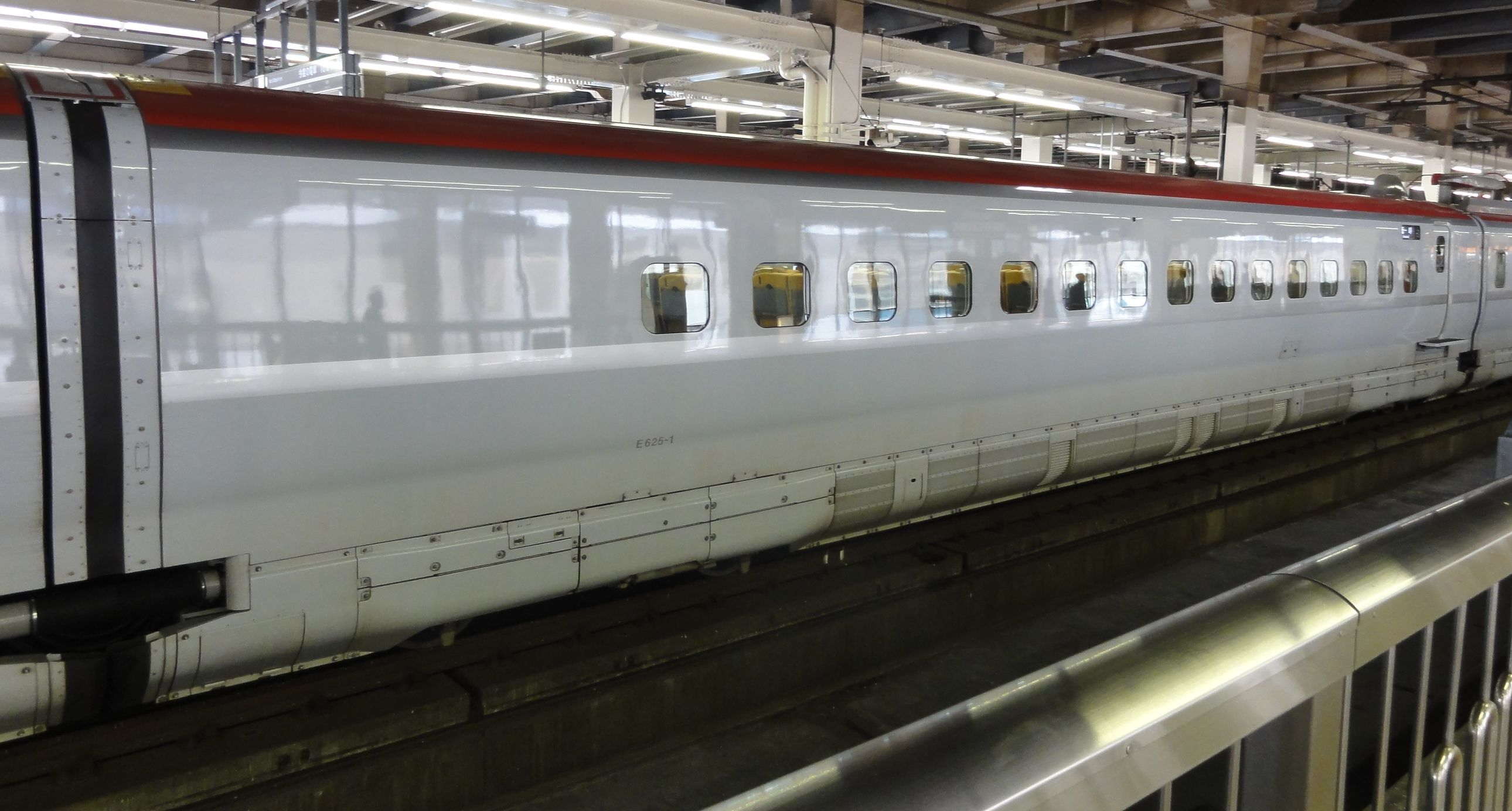
E625-1 （13号車）
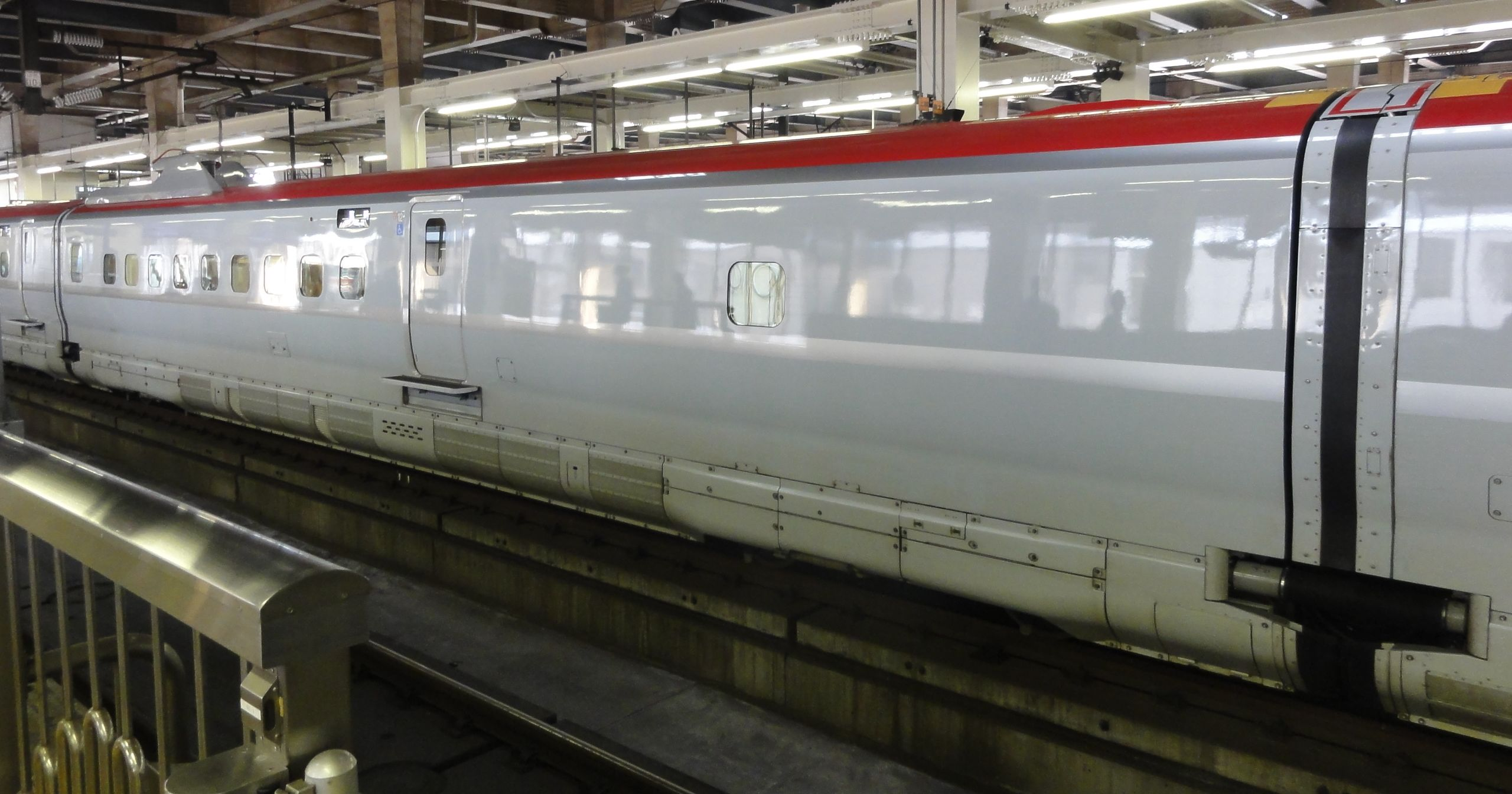
E628-1 （12号車）
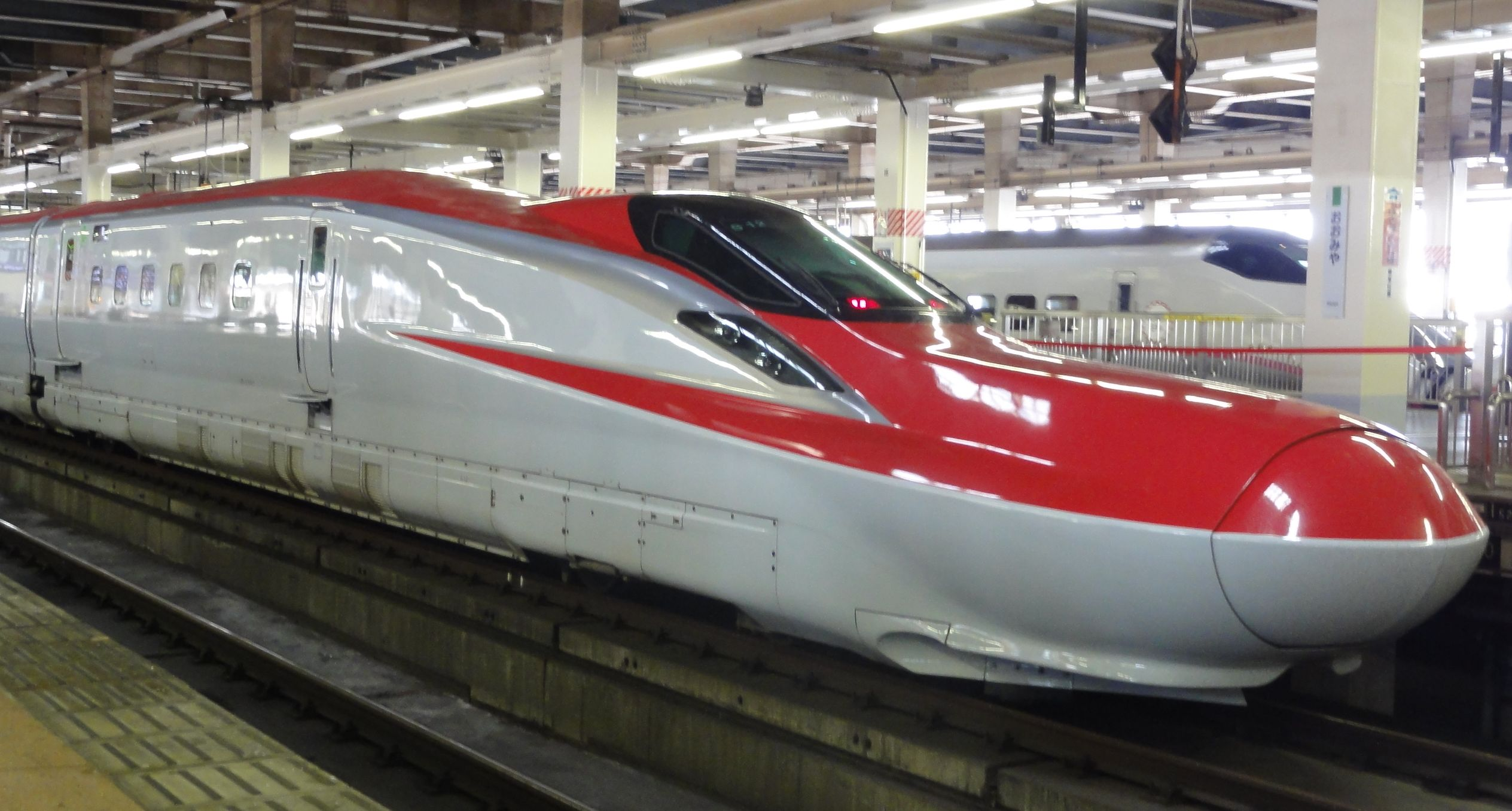
E611-1 （11号車）

### E6系（Z編成）編成表
|             | ← 東京／秋田盛岡・大曲 → | ← 東京／秋田盛岡・大曲 → | ← 東京／秋田盛岡・大曲 → | ← 東京／秋田盛岡・大曲 → | ← 東京／秋田盛岡・大曲 → | ← 東京／秋田盛岡・大曲 → | ← 東京／秋田盛岡・大曲 → |
| ----------- | ------------------------ | ------------------------ | ------------------------ | ------------------------ | ------------------------ | ------------------------ | ------------------------ |
|             |                          |                          |                          |                          |                          |                          |                          |
|             |                          |                          |                          |                          |                          |                          |                          |
| 号車        | 11                       | 12                       | 13                       | 14                       | 15                       | 16                       | 17                       |
| 形式        | E611形 (M1sc)            | E628形 (Tk)              | E625形 (M1)              | E625形 (M1)              | E627形 (M1)              | E629形 (T)               | E621形 (M1c)             |
| 番台        | 0番台                    | 0番台                    | 0番台                    | 100番台                  | 0番台                    | 0番台                    | 0番台                    |
| 座席        | グリーン車               | 普通車                   | 普通車                   | 普通車                   | 普通車                   | 普通車                   | 普通車                   |
| 定員 （名） | 22                       | 34                       | 60→58                    | 60                       | 68→66                    | 60                       | 32→30                    |
| 搭載機器    |                          |                          |                          |                          |                          |                          |                          |
| 自動 （t）  |                          |                          |                          |                          |                          |                          |                          |
| ユニット    | 1ユニット                | 1ユニット                | 1ユニット                | 1ユニット                | 2ユニット                | 2ユニット                | 2ユニット                |

凡例
- MTr：主変圧器、CI：主変換装置、APU：補助電源装置、CP：空気圧縮機、BT：蓄電池
- 自動は量産車のもの

- Z9編成は廃車済み、番号に「*」がつくのは車両総合訓練設備「TEC-BASE（テックベース）」へ転用された車両。

## 車歴表
特記ない限りは2024年（令和6年）4月1日時点の情報を示す。
- 製造…日立：日立製作所笠戸事業所、川重：川崎重工業
- 配置…秋田：秋田新幹線車両センター

## 運用

### 営業運転開始まで

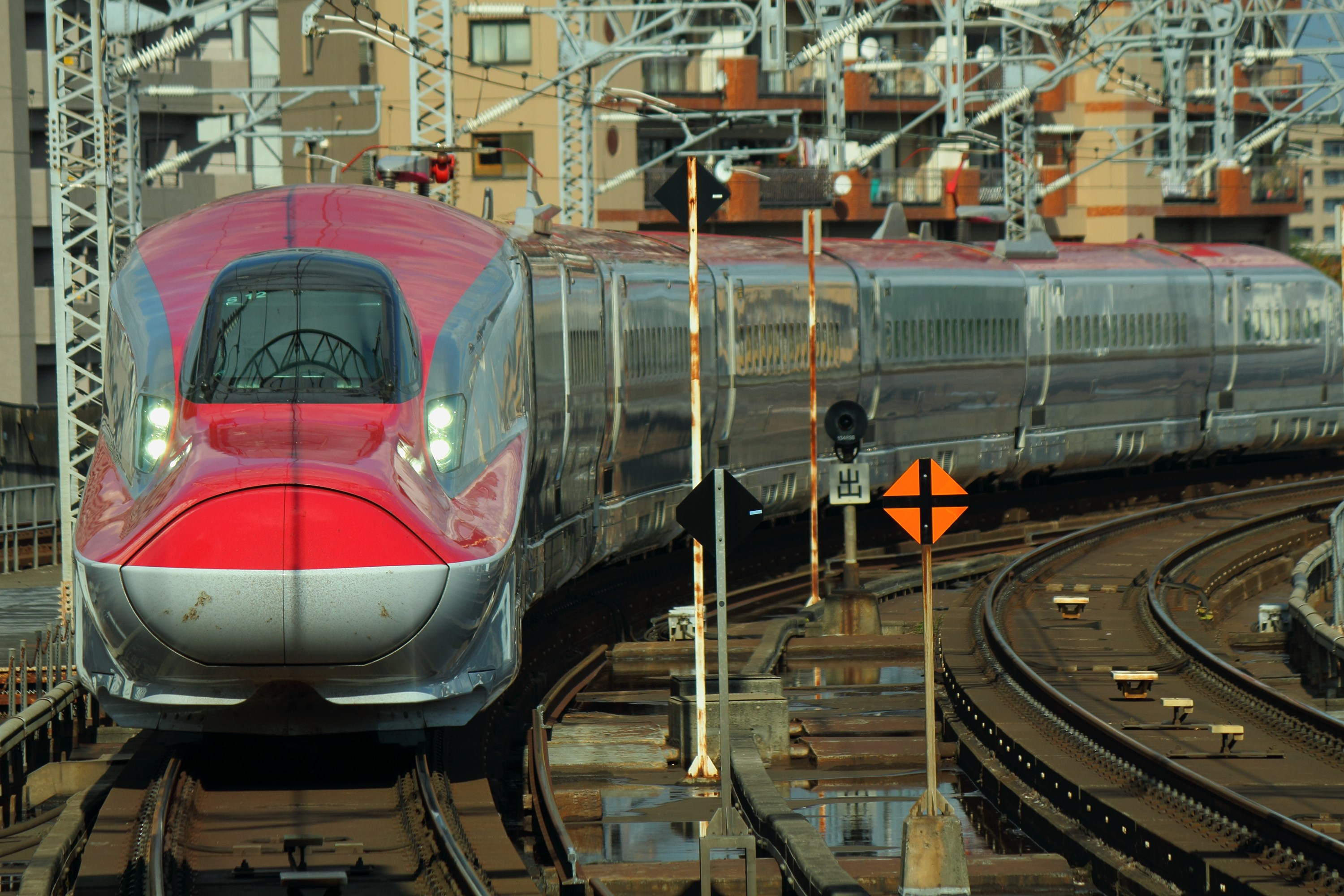
量産先行車（S12編成）
（2011年11月9日　仙台駅）

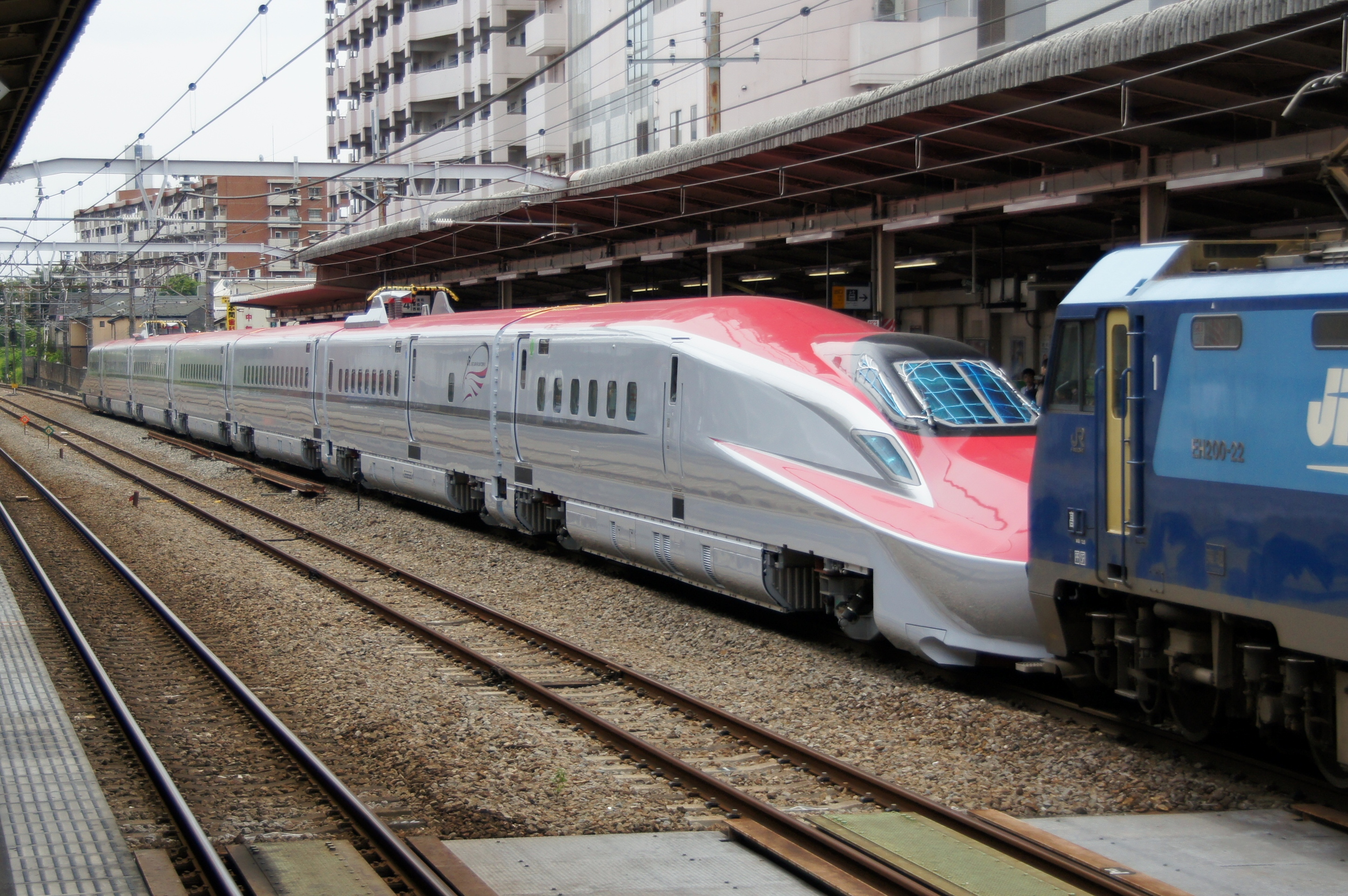
甲種輸送されるE6系Z9編成
（2013年6月 西国分寺駅）

2013年3月16日のダイヤ改正で、4編成が東京駅 - 秋田駅間の「スーパーこまち」4往復として営業運転を開始した。なお、当初の営業最高速度は300km/hであり、「スーパーこまち」と併結するE5系「はやぶさ」にも同様の措置が取られていた。また、E5系と併結した状態で一部「やまびこ」にも充当された。
2013年は4月以降毎月1 - 2編成のペースで落成し、順次「こまち」に充当されるE3系0番台を置き換えていった。なお、ダイヤ改正前にE6系に置き換えとなった「こまち」は時刻変更は行われず（「スーパーこまち」への種別変更はなし）、東京駅 – 盛岡駅間は「はやて」との併結運転となるため、最高速度は275km/hとなっていた。
- 6月1日・15日・7月20日
  - こまち各1往復に投入。7月20日時点でに「スーパーこまち」4往復・「こまち」3往復の運転[42][43]。
- 9月28日
  - ダイヤ改正。4編成が追加投入されて13編成となった。「スーパーこまち」7往復（3往復増発）・「こまち」3往復に充当。
  - 盛岡駅発着の「はやて」1往復、仙台駅発着の「やまびこ」2往復、那須塩原駅発着の「なすの」2往復にも投入された[44][45]。
- 11月15日
  - 2014年2月15日にかけて追加投入。「スーパーこまち」7往復・「こまち」8往復（5往復増発、うち仙台駅 - 秋田駅間1往復）に充当[46]。

2014年2月27日付で、量産先行車のS12編成が量産化改造され、Z1編成に改称した。

### 最高速度320km/h運転開始

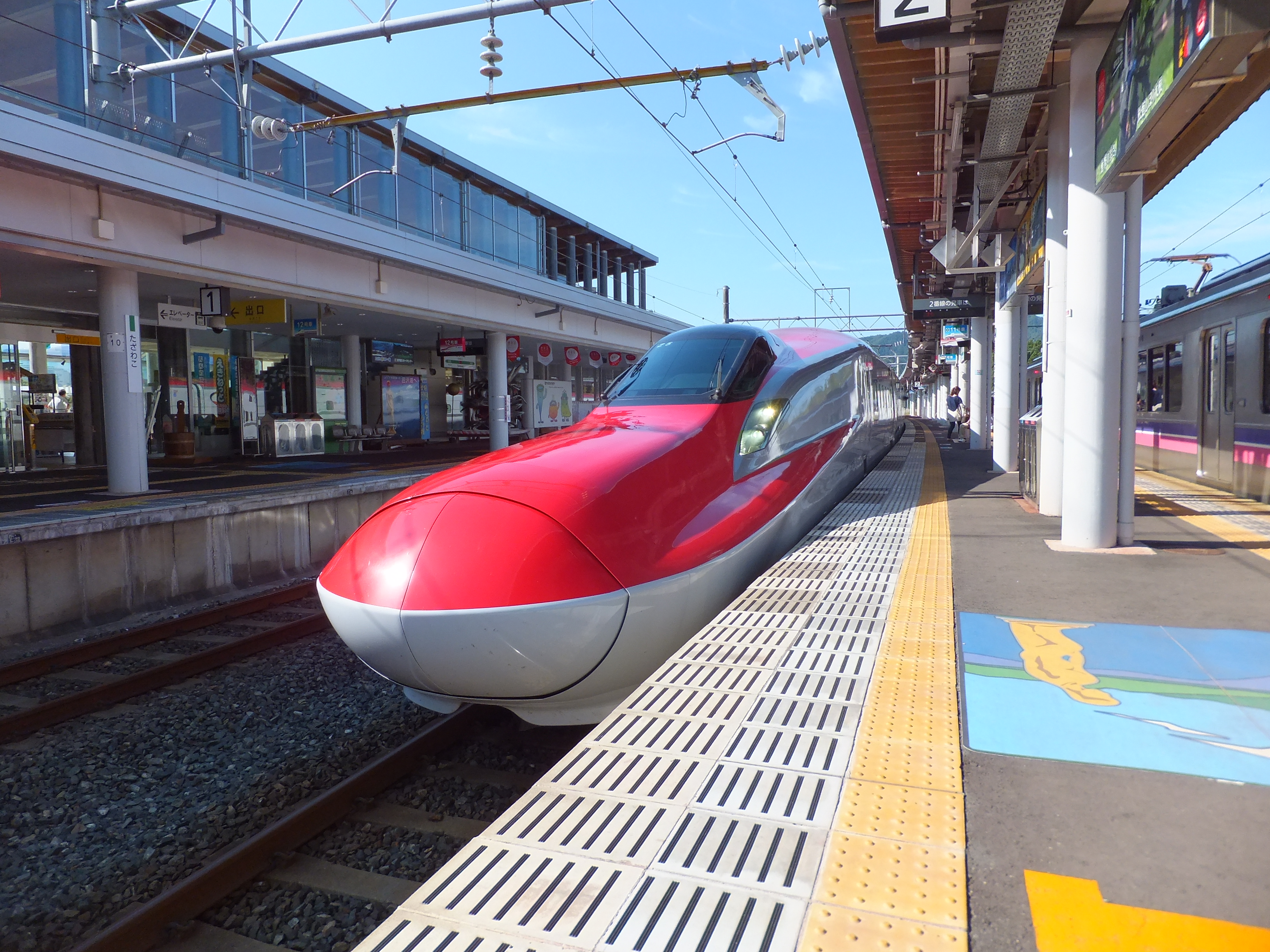
「こまち26号」
（2013年9月24日 田沢湖駅）

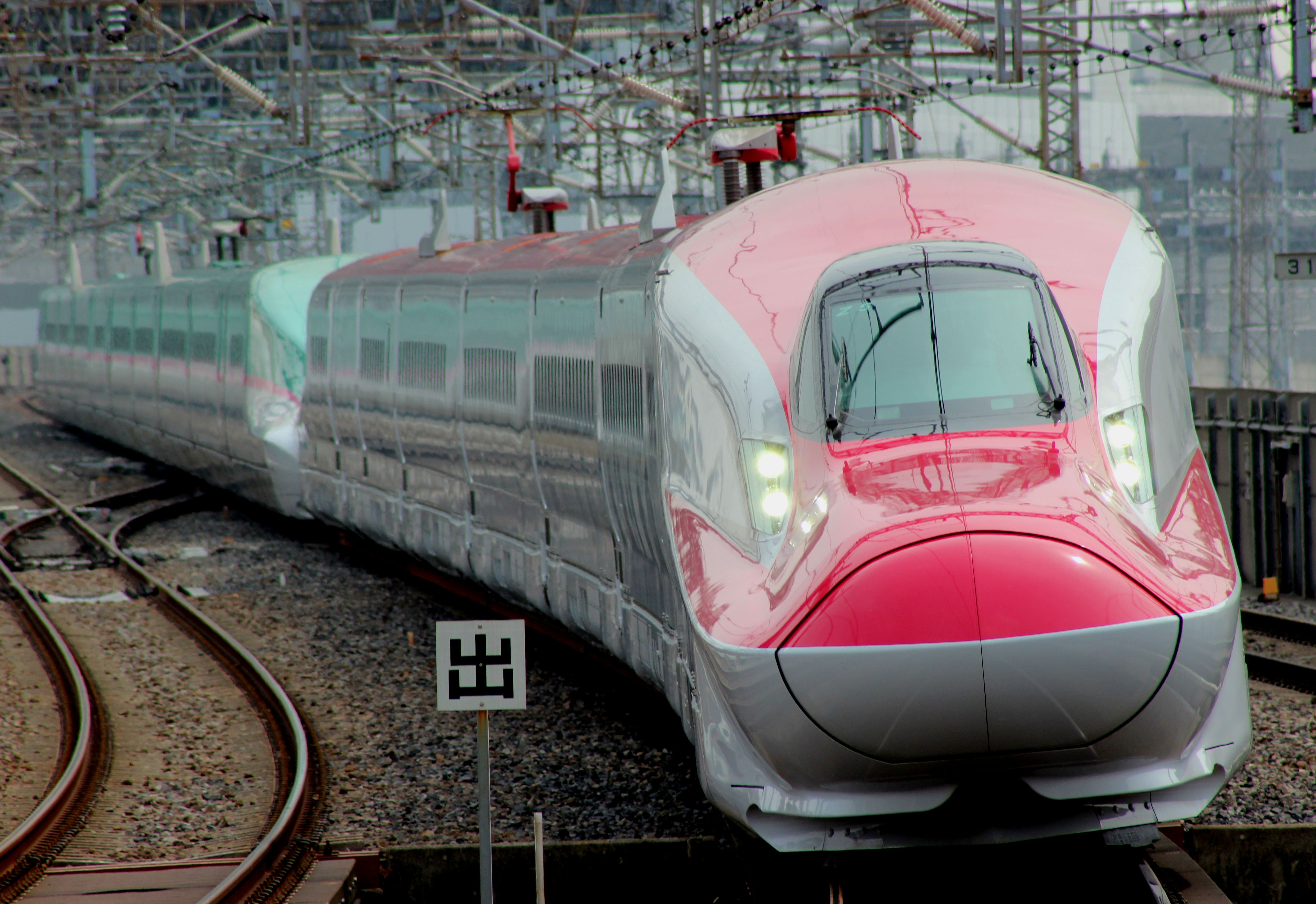
E5系を併結して「スーパーこまち」（現・こまち）で営業運転を開始したE6系Z3編成
（2013年3月20日 大宮駅）

2014年3月15日のダイヤ改正で、「こまち」充当列車が全て本系列に置き換えられた。同時にはやぶさ・こまちの宇都宮駅 - 盛岡駅間の最高速度が全列車320km/hへ引き上げられたため、秋田新幹線は「こまち」（最高速度275km/h）と「スーパーこまち」（最高速度300km/h）の区別がなくなり、列車名が「こまち」に統一された。また、「はやて」の大半が「はやぶさ」に統合されたため、仙台・盛岡駅発着の「はやぶさ」の増結用としても使用されている。
同年春までに量産車は23編成が落成し、量産先行車も含めて合計24編成となった。
2022年3月1日の時点では、全編成が秋田車両センターに配置されている。定期運用としては、秋田新幹線「こまち」と、東北新幹線「はやぶさ」「やまびこ」「なすの」で運用される。原則的に東北新幹線区間はE5系・H5系の付属編成として常時併結して運用され、悪天候などの非常時や回送時を除いて単独運転は行われない。また「はやぶさ」との併結列車は宇都宮駅 - 盛岡駅間で320km/h運転を実施する。「やまびこ」「なすの」では最高速度275km/hで運行され、E6系部分はグリーン車以外全車自由席となる。臨時列車の「はやて」での運用も最高速度275km/hだがこの場合全車指定席である。

### 山形新幹線への乗り入れ
運用開始以降、同じくミニ新幹線の山形新幹線（福島 - 新庄間）へは乗り入れ実績はなかったが、2018年10月26日から27日にかけてZ9編成を使用した試運転が行われた。

### 福島県沖地震（2022年）による事故廃車
2022年3月16日、東京発仙台行きの最終列車「やまびこ223号」に使用されていたH5系H2編成＋E6系Z9編成の17両編成が、福島駅 - 白石蔵王駅間の宮城県白石市内を走行中に福島県沖地震が発生し、17両編成のうち13号車以外の16両が脱線する事故が発生した。脱線したZ9編成は、2022年10月20日にJR東日本は事故に伴う車体内部への影響を確認できない点があるとして廃車手続きを進めることを発表した。Z9編成は2023年12月18日付で廃車となり、このうちE627-9、E629-9、E621-9の3両が新幹線総合車両センター内の車両総合訓練設備「TEC-BASE（テックベース）」に転用されている。